# 市之瀬洋一
市之瀬 洋一（いちのせ よういち、1953年7月11日 - ）は、日本の音楽ディレクター、ヴォーカリスト。（有）ヴォイスフィールド代表取締役。鹿児島県南九州市（旧・川辺郡川辺町）出身。鹿児島県立甲南高等学校および東京藝術大学音楽部声楽科卒業。ディズニー作品を中心に吹き替えの音楽ディレクターを務める。

## 人物
鹿児島県の旧・川辺町に生まれ、小学校入学時に加世田市（現・南さつま市）に転居し、小学校4年時に鹿児島市に転居。小中学生の頃から合唱部に所属。
鹿児島県立甲南高校では生徒会長を務め、鶴丸高校とのスポーツ交流戦（甲鶴戦）を立案。
高校の合唱部の先輩が芸大に進学したのをきっかけに自身も志望し、1年の浪人を経て東京藝術大学に入学し声楽を学ぶ。大学卒業後は、和光学園で高校教師を1年間勤めて退職し、大学時代もバイトをしていた『8時だョ!全員集合』の歌唱コーナーで再びバイトをする。その後、テレビの番組やスタジオの仕事をおこないながら、オペラ歌手を目指す。27歳の時に母と死別。翌年に結婚。30歳の時に二期会に入会してオペラをもう一度勉強する。仕事では加山雄三や吉幾三のバックコーラスをおこなう。1993年、40歳で（有）ヴォイスフィールドを設立。設立当初はカラオケのコーラス音源が主な仕事だったが、そのうちディズニー作品の吹き替えの音楽ディレクターを務めるようになる。
また、ヘヴンゲートシンガーズやダン・ドゥ・ビーなどコーラスグループのリーダーとして活躍、キングトーンズのリードヴォーカルとしてコンサートやライブを企画、演出。

## 主な参加作品

### 映画（吹き替え版）
特に記載のない限り、音楽演出として参加。

#### ディズニー作品
- インサイド・ヘッド
- インサイド・ヘッド2
- ジャングル・ブック (1967年の映画)（ブエナ・ビスタ版） - ジィギー役
- ジャングル・ブック2
- ジャングル・ブック (2016年の映画)
- ミッキー・ドナルド・グーフィーの三銃士
- ホーム・オン・ザ・レンジ にぎやか農場を救え!
- シンデレラ (1950年の映画)
- シンデレラII
- シンデレラIII 戻された時計の針
- シンデレラ　(2015年の映画)
- ターザン
- ターザン2
- ターザン&ジェーン
- インクレディブル・ファミリー
- ルイスと未来泥棒
- リメンバー・ミー (2017年の映画)
- カーズ/クロスロード
- モアナと伝説の海
- モアナと伝説の海2
- シュガー・ラッシュ
- シュガー・ラッシュ:オンライン
- ダックテイル・ザ・ムービー/失われた魔法のランプ
- アーロと少年
- ファインディング・ドリー
- ベイマックス
- チキン・リトル
- リトル・マーメイドIII はじまりの物語
- アラジン (2019年の映画)[3]
- プーと大人になった僕
- ライオン・キング (2019年の映画)
- モンスターズ・ユニバーシティ
- ファンタジア - 監修
- ソウルフル・ワールド
- ポップアップ ミッキー/すてきなクリスマス
- ミラベルと魔法だらけの家
- きつねと猟犬2 トッドとコッパーの大冒険
- ワンス・アポン・ア・スタジオ -100年の思い出- - スクルージ・マクダック役、音楽演出
- ピノキオ

#### きかんしゃトーマス
- みんなあつまれ!しゅっぱつしんこう
- トーマスをすくえ!! ミステリーマウンテン
- 勇者とソドー島の怪物
- 探せ!!謎の海賊船と失われた宝物
- 走れ!世界のなかまたち - エンディング歌唱、音楽演出
- とびだせ!友情の大冒険
- Go!Go!地球まるごとアドベンチャー

#### ワーナー・ブラザース
- オペラ座の怪人 (2004年の映画)
- ファンタスティック・ビーストと魔法使いの旅 - 歌唱演出
- ウォンカとチョコレート工場のはじまり - 歌唱演出

#### その他
- サウンド・オブ・ミュージック (映画)（製作50周年記念版） - 歌唱シーン演出[1]
- バービーの王女と村娘

- マドレーヌとすてきな家族

### テレビアニメ（吹き替え版）
特に記載のない限り、音楽演出として参加。

#### ディズニー作品
- アバローのプリンセス エレナ
- 悪魔バスター★スター・バタフライ
- ちいさなプリンセス ソフィア
- ピクルスとピーナッツ
- ハイ・ホー7D
- フィニアスとファーブ - 複数の挿入歌の歌唱（フィニアスとファーブの挿入歌を参照）
- ミッキーマウス クラブハウス
- ミッキーマウスとロードレーサーズ
- ミッキーマウス  ミックス・アドベンチャー
- ダックテイルズ
- ハウス・オブ・マウス
- ドックはおもちゃドクター
- ビッグシティ・グリーン
- ミッキーマウス!
- ミッキーマウスのワンダフルワールド
- ターザン
- ファイヤーバディ

#### その他
- ファンタスティック・フォー
- マイリトルポニー〜トモダチは魔法〜 - 歌唱演出
- ハズビンホテルへようこそ
- ソーセージ・パーティー 〜理想郷 フードトピア〜

### CD・アルバム
- 「炎の蜃気楼IV―執愛― ヴォーカル・コレクション」（直江信綱イメージソングのボーカルを担当）
  - 「時の素描」
  - 「Insanity」（コーラス）
  - 「Doors」
  - 「深遠なる者へ」
- どうよう歌唱
  - 「ぞうさん」
  - 「ちょうちょう」
  - 「シャボンだま」
  - 「こいのぼり」
  - 「春が来た」
  - 「海」
  - 「たのしさんすう」（森の木児童合唱団と歌唱）
- ポンキッキのカバー
  - 「うしろむきのうし」
  - 「はたらくくるま2」
- NHKみんなのうたのカバー
  - 「オナカの大きな王子さま」
  - 「ありがとう・さようなら」（吉田直子(東京放送児童合唱団)と歌唱）
  - 「大きなリンゴの木の下で」（古川葉子と歌唱）
  - 「元祖バナナの魂」
  - 「タニシちゃん」
  - 「たのしいさんすう」
  - 「アヒルの行列」
  - 「転校生は宇宙人」
- 「かっぱなにさま?かっぱさま!」（杉田あきひろ & つのだりょうこ） - コーラス[4]
- 「突撃軍歌ガンパレード・マーチ」（きただにひろし・『高機動幻想 ガンパレード・マーチ』） - コーラス
- 「ケロッ!とマーチ2008」（土田晃之&柳原可奈子・『超劇場版ケロロ軍曹3 ケロロ対ケロロ天空大決戦であります!』） - コーラス

### CMソング
- クロネコヤマト・引越エンターテイメント「TANSU・TANSU・DANCE」（松木美音、山下由紀子とともに）
- 湖池屋「ポリンキー パラシュート篇」（1996年/石塚勇、宮下文一、安西康高とともに）

### ライブ
- 宇崎竜堂「文楽曽根崎心中ROCK」 - コーラス